# Screwed (Paris Hilton)
Screwed è il quarto ed ultimo singolo dell'album di Paris Hilton Paris. Screwed è la prima canzone incisa da Paris Hilton, scritta da Kara DioGuardi e Greg Wells. Per molti mesi si è vociferato che la canzone doveva essere il singolo di debutto di Paris. Il pezzo però venne diffuso su internet nel 2004 dopo essere stato "rubato". Successivamente anche un remix del 2005 del DJ Alex G venne diffuso su internet dopo essere stato trafugato. La canzone fu anche registrata in un secondo tempo da Haylie Duff e nel 2005 ci fu una vera e propria battaglia tra la Hilton e la Duff per ottenere i diritti della canzone. Alla fine la spuntò Paris, che nel 2006 registrò la canzone includendola nel disco. La canzone fu anche remixata dal DJ Alex Gaudino.